# Paulina Chiziane
Paulina Chiziane (Manjacaze, Gaza, 4 de junho de 1955) é uma escritora moçambicana.

## Biografia
Paulina Chiziane cresceu nos subúrbios da cidade de Maputo, anteriormente chamada Lourenço Marques. Nasceu numa família protestante onde se falavam as línguas chope e ronga. Aprendeu a língua portuguesa na escola de uma missão católica. Começou os estudos de Linguística na Universidade Eduardo Mondlane sem ter concluído o curso.
Participou ativamente na cena política de Moçambique como membro da Frelimo (Frente de Libertação de Moçambique), na qual militou durante a juventude. A escritora declarou, numa entrevista, ter apreendido a arte da militância na Frelimo. Deixou, todavia, de se envolver na política para se dedicar à escrita e publicação das suas obras. Entre as razões da sua escolha estava a desilusão com as directivas políticas do partido Frelimo pós-independência, sobretudo em termos de políticas filo-ocidentais e ambivalências ideológicas internas do partido, quer pelo que diz respeito às políticas de mono e poligamia, quer pelas posições de economia política marxista-leninista, ou ainda pelo que via como suas hipocrisias em relação à liberdade económica da mulher.
É a primeira mulher a publicar um romance em Moçambique. Iniciou a sua atividade literária em 1984, com contos publicados na imprensa moçambicana. As suas escritas vêm gerando polémicas sobre assuntos sociais, tal como a prática de poligamia no país. Com o seu primeiro livro, Balada de Amor ao Vento (1990), a autora discute a poligamia no sul de Moçambique durante o período colonial. Devido à sua participação ativa nas políticas da Frelimo, a sua narrativa reflete o mal-estar social de um país devastado pela guerra de libertação e os conflitos civis que aconteceram após a independência.
Paulina vive e trabalha na Zambézia. O seu romance Niketche: Uma história de poligamia ganhou o Prémio José Craveirinha em 2003.
Em 2016, anunciou que decidiu abandonar a escrita porque está cansada das lutas travadas ao longo da sua carreira.
Em 2021, tornou-se a primeira mulher africana a ser distinguida com o Prémio Camões, a mais prestigiosa honraria conferida a escritores lusófonos, patrocinada pelos governos de Brasil e Portugal. Sobre o inédito reconhecimento, declarou Paulina: "Não contava com isso. Recebi a notícia e disse: 'Meu Deus! Eu já não contava com essas coisas bonitas!' É muito bom. Esse prêmio é resultado de muita luta. Não foi fácil começar a publicar sendo mulher e negra. Depois de tantas lutas, quando achei que já estava tudo acabado, vem esse prêmio. O que eu posso dizer? É uma grande alegria."

## Prémios e Reconhecimento
- 2003 - Prémio José Craveirinha de 2003, pela obra Niketche: Uma História de Poligamia[8][9]
- 2010 - A Casa de Moçambique em Portugal homenageou-a em 2010, em Maputo.[10]
- 2013 - o então Presidente da República Portuguesa, Aníbal Cavaco Silva, condecorou-a com o grau de Grande Oficial da Ordem Infante D. Henrique[9][11]
- 2021 - Ganhou o Prémio Camões[6]
- 2021 - é lançado o documentário Paulina Chiziane: do mar que nos separa à ponte que nos liga, sobre a sua vida e obra.[12]
- 2023 - 100 mulheres mais inspiradoras do mundo pela BBC.[13]

## Obras Seleccionadas
Entre as suas obras encontram-se:

### Romance
- Balada de Amor ao Vento:
  - 1.ª edição, 1990.
  - Lisboa: Caminho, 2003. ISBN 9789722115575.
- Ventos do Apocalipse:
  - Maputo: edição do autor, 1993.
  - Lisboa: Caminho, 1999. ISBN 9789722112628.
- O Sétimo Juramento. Lisboa: Caminho, 2000. ISBN 9789722113298.
- Niketche: Uma História de Poligamia:
  - Lisboa: Caminho, 2002. ISBN 9789722114769.
  - São Paulo: Companhia das Letras, 2004.
  - Maputo: Ndjira, 2009, 6ª edição. ISBN 9789024796281.
- As Andorinhas, 2009 1ª Edição, Indico Editores
- O Alegre Canto da Perdiz. Lisboa: Caminho, 2008. ISBN 9789722119764.
- Na mão de Deus, 2013
- Por Quem Vibram os Tambores do Além, 2013, com Rasta Pita
- Ngoma Yethu: O curandeiro e o Novo Testamento, 2015.
- O Canto dos Escravizados, 2017.

### Outras obras
- Eu, mulher… por uma nova visão do mundo (Testemunho, em 1992 e publicado em 1994)[17]

## Obras sobre Paulina Chiziane
- MARTINS, Ana Margarida Dias. The Whip of Love: Decolonising the Imposition of Authority in Paulina Chiziane’s Niketche: Uma História de Poligamia. in The Journal of Pan African Studies, vol. 1, n.º 3, março de 2006.[18]
- PEREIRA, Ianá de Souza. Vozes Femininas de Moçambique. Dissertação de mestrado apresentada ao departamento de Letras da Universidade de São Paulo, São Paulo, 2012. Trata-se de uma análise comparativa dos romances Ventos do Apocalipse (1999) e Niketche: uma história de poligamia (2004), na qual se discutem as representações e o papel social da mulher em romances que se pautam na intensa força das relações sociais que informam a maneira de agir de homens e de mulheres em Moçambique.[19]
- SILVA, Érica, Paulina Chiziane e a voz feminina moçambicana através do texto literário (2019), Revista Darandina.[20]

- TEDESCO, Maria do Carmo Ferraz. Narrativas da Moçambicanidade: Os Romances de Paulina Chiziane e Mia Couto e a Reconfiguração da Identidade Nacional. Tese apresentada ao Departamento de História da Universidade de Brasília. Brasília, novembro de 2008.[21]